# Земо Болнісі
Земо Болнісі (груз. ზემო ბოლნისი) — село в Грузії.
За даними перепису населення 2014 року в селі проживає 365 осіб.